# Schmall Lajos
Schmall Lajos, névváltozata: Smál (Túrony, 1842. január 26. (keresztelés) – Budapest, Erzsébetváros, 1920. június 2.) magyar történetíró, levéltáros.

## Életpályája
Schmall József uradalmi ispán és Kohárics Katalin fiaként született. 1871-ben Buda szolgálatába állt. 1875–1897 között Budapest levéltárosa volt. 1897-ben nyugdíjba vonult.
Eklektikus módszerekkel rendelkezett; először vállalkozott arra, hogy a fővárosi levéltár anyagából adattárakat és okmánygyűjteményeket adjon ki.
Sírja a Fiumei úti sírkertben található (9-2-16).

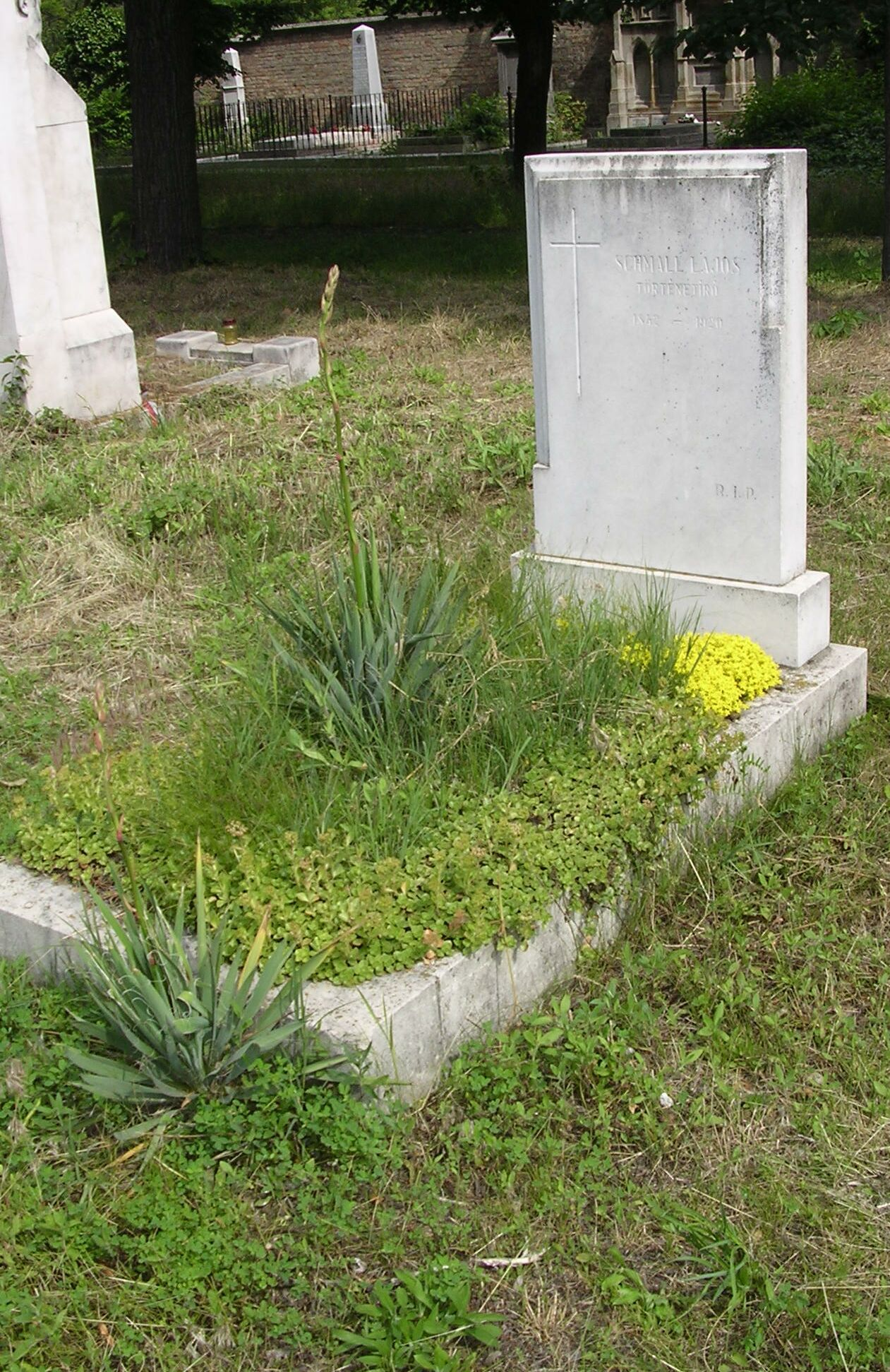
Schmall Lajos sírja a Fiumei Úti Sírkertben (9-1-2-16). Sírja 2007-ben felújítva (9-4-70)

## Művei
- A budapesti József fiúárvaház története (Budapest, 1893)
- Budapest címerei (Budapest, 1896)
- Adalékok Budapest székesfőváros történetéhez (Budapest, 1899)
- A pesti régi Városháza története I-II. (Budapest, 1901)
- Budapest utczái és terei (Budapest, 1906)